# Ярко Антоневич
Ярко Антоневич — український бандурист.

## Життєпис
На муніципальних конкурсах у Торонто здобув право грати на станціях торонтського метро. Там виконував українські народні пісні й інструментальні твори на бандурі. Записи своїх творів поширював на магнітоносіях (касетах та дисках).